# فدراسیون بسکتبال هلند
فدراسیون بسکتبال هلند (هلندی: Basketbal Nederland) نهاد اداره کننده ورزش بسکتبال در کشور هلند است. این فدراسیون که در سال ۱۹۴۷ تاسیس شده مقر آن در شهر نیووه‌خین قرار دارد.